# Xanthoparmelia unctula
Xanthoparmelia unctula är en lavart som först beskrevs av Brusse, och fick sitt nu gällande namn av Hale. Xanthoparmelia unctula ingår i släktet Xanthoparmelia och familjen Parmeliaceae.   Inga underarter finns listade i Catalogue of Life.